# Ерих II (Померания)
Ерих II от Померания (на немски: Erich II; * ок. 1425; † 5 юли 1474, Волгаст) от фамилията Грайфи, е херцог на Померания-Волгаст, Долна Померания и Щетин.

## Живот
Той е най-възрастният син на херцог Вартислав IX от Померания-Волгаст († 1457) и на София фон Саксония-Лауенбург († 1462), дъщеря на херцог Ерих IV фон Саксония-Лауенбург. Брат е на Вартислав X (1435 – 1478).
Ерих II умира през 1474 г. от подобна на чума болест и е погребан в манастир Елдена до Грайфсвалд.

## Фамилия
През 1451 г. Ерих II се жени за далечната си роднина София (* 1435; † 1497), дъщеря на херцог Богислав IX († 1446) от Померания-Слупск (Столп) и съпругата му Мария от Мазовия. Те имат децата:
- Богислав X (* 1454; † 1523), херцог на Померания
- Казимир (* ок. 1455; † 1474)
- Вартислав (* сл. 1465; † 1475)
- Барним (* сл. 1465; † 1474)
- Елизабет († 1516), приор в манастир Верхен
- София (* 1460; † 1504), ∞ 1478 г. за херцог Магнус II фон Мекленбург (1441 – 1503)
- Маргарета († 1526), ∞ херцог Балтазар фон Мекленбург (1451 – 1507)
- Катарина († 1526), омъжена 1486 г. за Хайнрих I (1463 – 1514), херцог на Брауншвайг-Люнебург и княз на Брауншвайг-Волфенбютел
- Мария († 1512), абатиса във Волин